# Craig Burley
Craig William Burley (Ayr, 24 settembre 1971) è un ex calciatore scozzese, di ruolo centrocampista.

## Carriera

### Club
La sua carriera professionistica, durante la quale ha avuto come allenatori tra l'altro prima Glenn Hoddle e poi Ruud Gullit, è iniziata nel Chelsea nel 1989, a 18 anni, nel ruolo di centrocampista difensivo. Nel 1997 ha vinto la Coppa d'Inghilterra 1996/1997 e dopo sei stagioni con i Blues i dirigenti del Celtic sono riusciti ad ingaggiarlo. Nel 1998 ha vinto il campionato scozzese e la Coppe di Lega scozzese, venendo votato come miglior giocatore dalla Scottish Football Writers' Association. È quindi passato al Derby County, con cui ha disputato 4 stagioni, al Dundee, al Preston ed al Walsall.

### Nazionale
Burley venne chiamato in nazionale scozzese nel 1995, ma non partecipò all'Europeo 1996 in Inghilterra. Partecipò invece al Mondiale del 1998 tenutosi in Francia, andando a segno nel pareggio 1-1 con la Norvegia. In 11 anni di nazionale mise a referto 46 presenze, condite da 3 gol.

## Palmarès

### Club
- Full Members Cup: 1

Chelsea: 1989-1990
- Coppa d'Inghilterra: 1

Chelsea: 1996-1997
- Campionati scozzesi: 1

Celtic: 1997-1998
- Coppe di Lega scozzesi: 1

Celtic: 1997-1998

### Individuale
- Giocatore dell'anno della SFWA: 1

1998